# Soft2Bet
Soft2Bet este o companie specializată în tehnologia iGaming, înființată în 2016 de către Uri Poliavich. Sediul principal se află în Malta, iar compania este specializată în cazino online și pariuri sportive, precum platforme la cheie, instrumente de gamificare, etc.

## Istoric
În 2019, Soft2Bet a primit certificarea ISO 27001, necesară pentru a respecta standardele recunoscute la nivel internațional, pentru gestionarea securității informației.
În iulie 2024, Soft2Bet a lansat Soft2Bet Invest, un fond de inovare iGaming în valoare de 50 de milioane de euro, pentru a susține startup-urile și companiile emergente din industria jocurilor de noroc.

## Brand-uri
Soft2Bet operează mai multe brand-uri localizate de cazinouri și pariuri sportive online, precum:
- Betinia
- Yoyocasino
- Campobet
- Tooniebet
- Quickcasino
- Don.ro
- Elabet
- Winota

## Licențe și piețe
Soft2Bet deține 19 licențe în 12 jurisdicții reglementate, printre care și: Danemarca, Grecia, Irlanda, Italia, Malta, Mexic, Ontario (Canada), România, Spania și Suedia.

## Tehnologie și produse
Soft2Bet include servicii B2B la cheie:
- Platforma de gamificare MEGA[11][12][13]
- Sistemul de gestionare a conturilor jucătorilor (PAM)[14][15]

## Parteneriate
Soft2Bet colaborează cu numeroși parteneri de conținut și de plată:
- Furnizori de jocuri: Playson, Betsoft, Merkur Gaming, Iron Dog Studio, PG Soft, ORYX Gaming, Kalamba Games, și alții.
- Metode de plată: Skrill, Neteller, Klarna, Trustly, Paysafecard, AstroPay, Interac, și altele.

## Management
Compania este condusă de către fondatorul ei, Uri Poliavich, cel care ocupă și funcția de CEO. Alți membri ai echipei de conducere includ:
- Max Portelli – Director Financiar (CFO)
- Oksana Tsyhankova – Director de Marketing (CMO)
- Martin Collins – Director Dezvoltare Afaceri (CBDO)
- Yoel Zuckerberg – Director de Produs (CPO)
- David Yatom Hay – Consilier Juridic General
- Oleksii Zhytnik – Director Executiv

## CSR și activități filantropice
Începând cu 2024, Soft2bet a oferit sprijin financiar continuu Fundației Puttinu Cares, o organizație non-guvernamentală din Malta, care ajută pacienții și familiile care călătoresc în străinătate pentru tratament medical. Compania donează lunar 10.000 de euro, ajutând astfel fundația să ofere cazare gratuită în Marea Britanie pentru copiii, tinerii, și adulții din Malta, care beneficiază de îngrijire medicală critică. 
În fiecare lună, între 60 și 90 de familii din Malta călătoresc în Marea Britanie pentru tratament. Contribuțiile făcute de Soft2Bet au susținut aproximativ 120 de familii în 2024, acoperind întreținerea apartamentului, întreținerea generală, utilitățile, și costurile operaționale. Acest parteneriat a contribuit la reducerea responsabilității financiare a familiilor respective, ceea ce a permis fundației Puttinu Cares să se concentreze asupra oferirii de suport emoțional și logistic în perioadele de boală gravă.
În 2024, compania a realizat 28 de programe CSR, a sprijinit 34 de organizații și a contribuit cu peste 1 milion de euro la cauze sociale.

## Premii și recunoașteri
- MiGEA Awards (2021) – Cel mai bun produs de cazino online[20]
- SiGMA Europe (2022) – Platforma anului
- SBC Awards (2023) – Furnizorul de platformă al anului, Operatorul anului în Europa de Nord
- EGR Nordics (2024) – Inovația internă a anului[21]
- iGaming Sword Awards (2024) – Furnizorul la cheie al anului[22]
- B2B SiGMA Europe Awards (2024) – Punctul de vânzare unic (platforma MEGA)[23]
- SBC Awards (2024) – Inovația în domeniul telefoniei mobile, Inovația în divertismentul de cazinou, Liderul anului (Uri Poliavich)[24]